# Relations entre l'Algérie et la Libye
Les relations entre l'Algérie et la Libye (en arabe : العلاقات بين الجزائر وليبيا), sont de longue date entre les états voisins en Afrique du Nord et au Maghreb, même si elles se sont considérablement tendues par des tensions entre le Conseil national de transition (CNT) révolutionnaire de la Libye, et le parti du Président Abdelaziz Bouteflika d'Algérie. Les relations bilatérales furent généralement amicales au cours des 41 ans de règne sur la Libye de Mouammar Khadafi.
Le fort soutien libyen au Front Polisario au Sahara occidental jusqu'en 1984, et des positions dures similaires sur le colonialisme et Israël, ont facilité dans les années 1970 les relations algériennes avec la Libye. L'inclination libyenne pour une union politique à grande échelle ont cependant fait obstacle à la collaboration politique officielle, parce que l'Algérie a toujours tenu à l'écart cette coopération avec ses imprévisibles voisins. Le traité d'Oujda entre la Libye et le Maroc, qui a représenté une réponse au Traité algérien de Fraternité et de Concorde avec la Tunisie, a temporairement aggravé les relations algéro-libyennes en établissement un clivage politique dans la région--la Libye et le Maroc d'un côté, et l'Algérie, la Tunisie et la Mauritanie, de l'autre côté.
En 1988, la Libye a été invitée à participer à la Commission Inter-Maghrébine qui a été chargée du développement de l'Union nord-africaine. La création de l'UMA en février 1989 a marqué la première collaboration politique ou économique entre les deux voisins.

## Comparaison entre les deux pays
|                                      | Algérie الجزائر                          | Libye ليبيا                            |
| ------------------------------------ | ---------------------------------------- | -------------------------------------- |
| Superficie (km²)                     | 2 381 741 km2                            | 1 759 540 km2                          |
| Population                           | 42 200 000                               | 6 244 174                              |
| Densité de population (hab./km²)     | 18                                       | 3,5                                    |
| Capitale                             | Alger                                    | Tripoli                                |
| Plus grande ville                    | Alger (2 740 000 hab.)                   | Tripoli (1 191 047 hab.)               |
| Gouvernement                         | République à régime semi-présidentiel    | République parlementaire               |
| Langues officielles                  | Arabe, Berbère                           | Arabe, Berbère                         |
| Langues nationales                   | Arabe, Berbère, Arabe Dialectal Algérien | Arabe, Berbère, Arabe Dialectal Libyen |
| PIB (nominal) (milliards de dollars) | 188,3                                    | 50,9                                   |
| PIB (PPA) milliards de dollars       | 671,1                                    | 125,1                                  |
| PIB (nominal) par habitant US$       | 4 123                                    | 660                                    |
| PIB (PPA) par habitant US$           | 15 622                                   | 19 631                                 |
| IDH (2021)                           | 0,745 (91e)                              | 0,718 (104e)                           |

## Historique des relations entre l'Algérie et la Libye

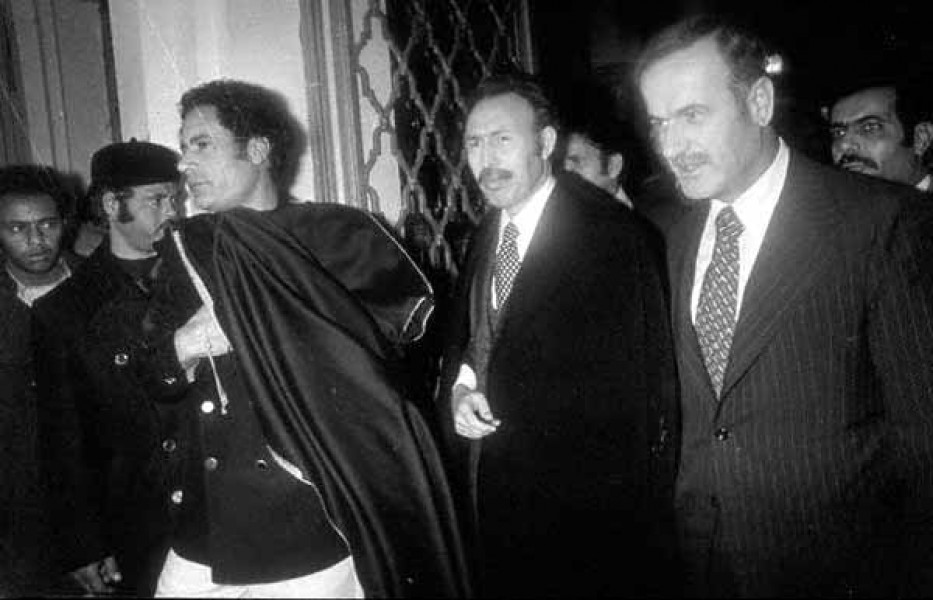
Les Présidents Houari Boumédiène, Moammar Gaddafi et Hafez el-Assad à Tripoli en 1977.

### Époque duRoyaume de Libye
L'Algérie sous colonisation française au cours des XIXe et XXe siècles, la Libye voisine, quant à elle, dans un cas très similaire, puisque cette dernière passe de la tutelle coloniale italienne à britannique puis la Libye sous colonisation française, au cours du XIXe siècle le célèbre savant algérien Mohammed bin Ali Al-Sanoussi décide de quitter son pays l'Algérie lors de l'intervention française en Algérie pour s'installer en 1840 en Arabie à La Mecque où il fonda la Tariqa al-Sanussiya puis la Dynastie Senussi avec à sa tête le petit-fils de Mohammed bin Ali Al-Sanoussi,  Idriss Ier qui proclame l'indépendance de l'émirat de Cyrénaïque en (1922) puis en (1951) l'indépendance du royaume senoussi de Libye.
Avec l'Irak, le Maroc et la Tunisie, la Libye est l'un des quatre États à reconnaître le Gouvernement provisoire de la République algérienne (GPRA) le jour de sa proclamation, le 19 septembre 1958.

## Révolution libyenne

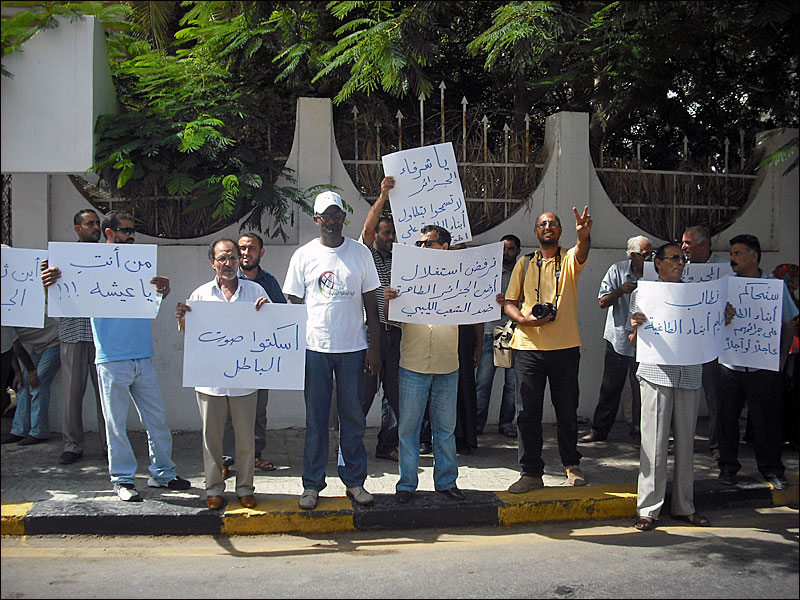
Manifestation en Libye pour réclamer la famille du Kadhafi.

Au cours de la Guerre civile libyenne, le Conseil national de transition anti-Kadhafi (CNT) de Libye a accusé l'Algérie de soutenir Kadhafi en lui permettant de faire circuler du matériel militaire et des combattants étrangers à travers le territoire algérien,.
Le 8 mai, Sadek Bouguetaya, un leader parlementaire et membre du comité central du FLN gouvernant, a exprimé le soutien inconditionnel de l'Algérie à Kadhafi, tout en abordant la rencontre de Khadafi avec des tribus libyennes à Tripoli. Plus tard, il a expliqué, lors d'une interview pour le journal algérien Echourouk, que sa visite en Libye a été à des fins humanitaires et qu'il a été chargé de cette mission par Abdelaziz Belkhadem, le secrétaire général du FLN et Ministre.
Au début de juin 2011, le CNT a commencé à assouplir sa rhétorique. Ghoga, le vice-président du CNT, a accepté une interview avec le quotidien algérien Echourouk, dans laquelle il dit que "Les peuples algériens et libyens sont frères. Nous sommes sûrs que nos relations seront plus fortes dans les jours à venir. Nous ne voulons pas nous engager dans des conflits avec d'autres pays, surtout avec un pays frère comme l'Algérie. Nous avons également le souhait de voir l'Algérie étendre son soutien à la CNT très prochainement."
Malgré les efforts de Ghoga pour réparer les relations avec l'Algérie, deux mois et demi plus tard, les combattants de l'opposition ont pris d'assaut l'ambassade d'Algérie à Tripoli au cours de l'Opération aube de la sirène, pillant et vandalisant le bâtiment. Il était difficile de savoir si les vandales avaient pour ordre de cibler l'ambassade. Le ministre des Affaires étrangères algérien Mourad Medelci s'est plaint au secrétaire général de l'ONU Ban Ki-moon à propos de l'incident. Le 24 août, le ministère des Affaires étrangères algérien a de nouveau nié les allégations disant qu'Alger avait offert son soutien à Kadhafi pendant la guerre et a exigé que le CNT revienne sur ses accusations comme une condition pour que le gouvernement algérien reconnaisse le conseil.
Toutefois, lorsqu'il est apparu que l'Algérie a prétendument mis à l'abri des membres de la famille Kadhafi après qu'ils ont fui à la suite de la prise de contrôle de Tripoli par le CNT, le CNT a pris un ton beaucoup plus sévère. Le 29 août, il a déclaré que la mise à l'abri de Khadafi ou des membres de sa famille par l'Algérie serait considérée comme un "acte d'agression". En réponse, les forces de sécurité libyennes ont fermé la frontière avec l'Algérie pour empêcher plus de passage illicite[réf. nécessaire]
Dans une interview accordée à la chaîne qatarie Al Jazeera le 8 juin 2021, le président algérien Abdelmadjid Tebboune a affirmé que l'Algérie était prête à intervenir d'une manière ou une autre en Libye pour stopper l'avancée de l'offensive lancée sur la capitale Tripoli en 2019-2020 par les forces du maréchal Khalifa Haftar. Le président algérien a dit avoir songé à une intervention en Libye car «Tripoli est une ligne rouge». L'Algérie affirme toujours qu'elle adopte une position neutre dans la crise libyenne, mais dans le bras de fer qui oppose le gouvernement de Abdel Hamid Dbeibah (reconnu pas l'ONU) et celui de Fathi Bachagha (désigné par le Parlement et allié du maréchal Khalifa Haftar soutenu par l'Égypte), elle soutient celui de Dbeibah, qui est reconnu par la communauté internationale. Pendant l’intervention militaire turque en Libye, l’Algérie était ouvertement contre et les autorités algériennes ont préférer une solution diplomatique plutôt que militaire, cependant l’armée turque a quand même établi une base à El Watiya.
En mai 2022, le gouvernement algérien a ouvert le poste-frontière de Ghadamès (à 6 km au nord de la ville algérienne de Debdeb) au trafic commercial, mais n'a pas autorisé la circulation des personnes. La frontière a été fermée en 2014 en raison du conflit libyen.

## Inondations dans l'est de la Libye
Le passage de la tempête Daniel le 10 septembre 2023 a provoqué d'immenses inondations dévastatrices dans l'est de la Libye, causant des dégâts considérables et un bilan humain provisoire de plus de 2300 personnes mortes et plus de 10 000 personnes portées disparues. L’Algérie a décidé le 12 septembre 2023 d’envoyer des secouristes de la protection civile et une aide humanitaire urgente et importante à la Libye via un pont aérien composé de 8 avions appartenant à la force aérienne algérienne,. Le président du Conseil présidentiel libyen, Mohammed el-Menfi a exprimé « ses profonds remerciements et sa gratitude à l'Algérie pour cet élan de solidarité ». Dans la nuit du même jour, une délégation ministérielle algérienne composée du 
ministre de l’Intérieur Brahim Merad, du ministre de la Santé Abdelhak Saihi et de la ministre de la Solidarité Nationale Kaoutar Krikou, en plus de la présidente du Croissant-Rouge algérien Ibtissem Hamlaoui, est dépêchée en Libye sur instruction du président Abdelmadjid Tebboune, afin de transmettre un message de solidarité du peuple algérien au peuple libyen . La délégation algérienne a été reçu par le président du Conseil présidentiel libyen Mohammed el-Menfi.

## L'Algérie s'inquiète de l'activité militaire en Libye
Le 11 août 2024, l'Algérie exprime sa préoccupation concernant les activités militaires dans le sud-ouest de la Libye, incitant toutes les parties libyennes à agir avec sagesse et prudence pour épargner leur pays des conséquences d'une  nouvelle reprise du conflit. Le ministère algérien des Affaires étrangères déclare que son pays partage les mêmes préoccupations que l'ONU concernant les mouvements militaires dans le sud-ouest de la Libye,,.